# زمین‌لرزه‌های ۲۰۰۹ کارونگا
زمین‌لرزه‌های کارونگا  در تاریخ ۱۹ دسامبر ۲۰۰۹ میلادی، برابر با ‎۲۸ آذر ۱۳۸۸، ساعت ۱۳:۰۲ به زمان یوتی‌سی در مالاوی ، منطقه کارونگا رخ داد. بزرگی آن ۶٫۰ در مقیاس Mw بدست آمده‌است.